# ویورلی، داکوتای جنوبی
ویورلی (به انگلیسی: Waverly) یک منطقهٔ مسکونی در ایالات متحده آمریکا است که در شهرستان کادینگتون، داکوتای جنوبی واقع شده‌است. ویورلی ۲٫۶ کیلومتر مربع مساحت و ۳۷ نفر جمعیت دارد و ۶۰۵٫۰۴ متر بالاتر از سطح دریا واقع شده‌است.